# 왕시창
왕시창(王始昌, ? ~ 기원전 131년)은 전한 중기의 제후로, 조내사 왕신의 손자이다.

## 행적
경제 중6년(기원전 144년), 아버지 왕강의 뒤를 이어 신시후(新市侯)에 봉해졌다.
원광 3년(기원전 131년), 피살되었다. 시호를 상(殤)이라 하였고, 봉국은 폐지되었다.

## 출전
- 사마천, 《사기》 권19 혜경간후자연표
- 반고, 《한서》 권17 경무소성원성공신표